# Simplicia zanclognathalis
Simplicia zanclognathalis là một loài bướm đêm trong họ Noctuidae.